# إدواردو غوميز
إدواردو غوميز (بالإسبانية: Eduardo Gómez)‏ (2 يونيو 1958 تشيلي - ) هو لاعب كرة قدم تشيلي، يلعب كمدافع، ولعب 21 مباراة.

## مسيرته

### مسيرته مع المنتخبات الوطنية
- 1984 - 1987 لعب مع منتخب تشيلي لكرة القدم 21 مباراة.

## روابط خارجية
- إدواردو غوميز على موقع قاعدة بيانات كرة القدم.إي يو (الإنجليزية)
- إدواردو غوميز على موقع ناشيونال فوتبول تيمز (الإنجليزية)